# Belagerung von Tyana
Frühe Schlachten
Mu'ta – Tabūk – Dathin – Firaz
Arabische Eroberung der Levante
Qartin – Bosra – Adschnadain – Mardsch ar-Rahit – Fahl – Damaskus – Mardsch ad-Dibadsch – Emesa – Jarmuk – Jerusalem – Hazir – Aleppo
Arabische Eroberung Ägyptens 
Heliopolis – Alexandria – Nikiou
Umayyadische Eroberung Nordafrikas
Sufetula – Vescera – Karthago
Umayyadidische Invasion Anatoliens
 und Konstantinopels
Eiserne Brücke – Germanikeia – 1. Konstantinopel – Sebastopolis – Tyana – 2. Konstantinopel – Nikäa – Akroinon
Arabisch-byzantinischer Grenzkrieg
Kamacha – Kopidnadon – Krasos – Anzen und Amorion – Mauropotamos – Lalakaon – Bathys Ryax
Sizilien und Süditalien
1. Syrakus – 2. Syrakus – Feldzüge des Maniakes
Byzantinischer Gegenschlag
Marasch – Raban – Andrassos – Feldzüge des Nikephoros Phokas – Feldzüge des Johannes Tzimiskes – Orontes – Feldzüge Basileios’ II. – Azaz
Seeoperationen
Phoinix – Muslimische Eroberung Kretas – Thasos – Damiette – Thessalonike – Byzantinische Rückeroberung Kretas
Die Belagerung von Tyana erfolgte 707–708 oder 708–709 als Vergeltung für die schwere Niederlage der umayyadischen Armee unter Maimun dem Marada gegen das Byzantinische Reich im Jahr 706. Die arabische Armee fiel in das byzantinische Gebiet ein und belagerte die Stadt im Sommer 707 oder 708 n. Chr. Tatsächlich weisen alle relevanten griechischen, arabischen und syrischen Quellen unterschiedliche Daten auf. Tyana hielt der Belagerung anfangs erfolgreich Stand, während die belagernden Araber durch den Einbruch des Winters große Entbehrungen zu ertragen hatten. Kaiser Justinian II. schickte im nächsten Frühjahr ein Entsatzheer, das aber von dem Umayyaden besiegt wurde. Dadurch war die Stadt zum Aufgeben gezwungen. Trotz der Kapitulationsbedingungen wurde die Stadt geplündert und in weiten Teilen zerstört; die Bewohner wurden versklavt, so dass die Stadt verlassen zurückblieb.

## Hintergrund
Im Jahr 692/693 brachen der byzantinische Kaiser Justinian II. (regierte 685–695 und 705–711) und der umayyadische Kalif Abd al-Malik (regierte 685–705) den Waffenstillstand, der zwischen ihren beiden Reichen seit 679 geherrscht hatte, nachdem der muslimische Angriff auf die byzantinische Hauptstadt Konstantinopel gescheitert war. Das Byzantinische Reich hatte aus diesem Waffenstillstand großen finanziellen und territorialen Nutzen gezogen, der durch die Ablenkung des Kalifats durch einen innermuslimischen Bürgerkrieg (680–692) noch vergrößert worden war. 692 gingen die Umayyaden aus diesem Konflikt aber als Sieger hervor. Abd al-Malik begann absichtlich mit einer Reihe provokativer Maßnahmen, um den Krieg wiederaufnehmen zu können, während Justinian, durch seine früheren Erfolge zuversichtlich, sie in gleicher Weise beantwortete. Schließlich erklärten die Umayyaden, die Byzantiner hätten den Vertrag gebrochen, und fielen auf deren Gebiet ein. Sie besiegten 693 eine kaiserliche Armee in der Schlacht von Sebastopolis. Die Araber erlangten auch schnell die Kontrolle über Armenien zurück und setzten ihre Angriffe auf das östliche Kleinasien fort, die im zweiten Versuch zur Eroberung Konstantinopels (716–718) gipfeln sollten. Zusätzlich wurde Justinian II. im Jahr 695 abgesetzt, worauf eine zwanzigjährige Phase innerer Instabilität das Byzantinische Reich an den Rand des Untergangs führte.

## Arabischer Feldzug gegen Tyana
Teil dieser Feldzüge war auch die Invasion eines gewissen Maimun al-Gurgunami („Maimun der Marada“), welcher Kilikien plünderte und von einer byzantinischen Streitmacht unter dem Befehl eines gewissen Marianus in der Nähe von Tyana geschlagen wurde. Das Datum dieser Expedition ist unklar; obwohl die Hauptquelle, al-Baladhuri, sie unter der Ägide von Abd al-Malik (der 705 starb) platziert, wird sie von heutigen Historikern auf 706 geschätzt. Baladhuri zufolge war jener Maimun ein Sklave der Schwester des Kalifen Muawiyah gewesen, der zu den Mardaiten geflohen war, eine Gruppe christlicher Rebellen in Nordsyrien. Nach der Niederschlagung des Aufstands befreite der General Maslama ibn Abd al-Malik, der von seinem Mut gehört hatte, Maimun, und gab ihm den Befehl über einige Truppen. Nach dessen Tod schwor Maslama, ihn zu rächen.
Daher begann Maslama mit einem weiteren Feldzug gegen Tyana mit seinem Neffen al-Abbas ibn al-Walid als Unterbefehlshaber. Die Chronologie dieses Unternehmens ist ebenfalls unklar: der byzantinische Chronist Theophanes legt es ins Jahr 708/709 n. Chr., eventuell auch 709/710, arabische Quellen legen es auf 706/707 bzw. 707/708. Daher bleibt das genaue Datum der Belagerung unklar.
Die Araber belagerten die Stadt und beschossen ihre Wälle mit Maschinen. Sie konnten Teile der Mauern zerstören, es gelang ihnen aber nicht, die Stadt einzunehmen. Die Verteidiger konnten mehrere Sturmangriffe zurückschlagen. Die Belagerung zog sich bis zum Winter hin und die Araber begannen unter Nahrungsmangel zu leiden. Im Frühjahr aber schickte Kaiser Justinian II., der den byzantinischen Thron 705 erneut bestiegen hatte, ein Entsatzheer unter Theodoros Karteroukas und Theophylaktos Salibas zur Befreiung Tyanas aus. Die byzantinischen Quellen berichten, dass die regulären Truppen von bewaffneten Bauern begleitet wurden, die zahlreich aber vollkommen unerfahren waren. Dies könnte auf die verzweifelte Lage der byzantinischen Armee hinweisen, die sich teils auf die Säuberung des Offizierskorps durch Justinian nach seiner erneuten Thronbesteigung und teils auf die erlittenen Verluste im Kampf mit den Bulgaren zurückführen lässt.
Als sich das Entsatzheer Tyana näherte wurde es von den Arabern angegriffen und in der anschließenden Schlacht von diesen in die Flucht geschlagen. Theophanes zufolge war dies auf die Uneinigkeit der beiden byzantinischen Strategen zurückzuführen. Die Byzantiner verloren in der Schlacht mehrere tausend Soldaten, weitere tausende wurden gefangen genommen. Die Araber eroberten den byzantinischen Tross und erbeuteten alle Verpflegung, die diese für die belagerte Stadt mitgeführt hatten, wodurch sie die Belagerung fortsetzen konnten. Die Einwohner Tyanas waren nun verzweifelt und begannen mit Kapitulationsverhandlungen. Die Araber versprachen ihnen freien Abzug und nach neun Monaten Belagerung ergab sich die Stadt. Theophanes berichtet, dass die Araber ihr Versprechen brachen und alle Einwohner versklavten, jedoch wird dies in keiner anderen Quelle erwähnt. Nachdem sie die Stadt geplündert hatten, machten die Araber sie dem Erdboden gleich.

## Folgen
Nach der Plünderung Tyanas teilten Abbas und Maslamah ihre Streitkräfte und plünderten weiter byzantinisches Gebiet. Die Primärquellen geben 709 oder 710 als Datum dafür, entweder direkt nach der Belagerung oder ein Jahr später. Abbas plünderte Kilikien und gelangte von dort auf seinem Marsch westwärts bis nach Dorylaion, während Maslama die Festungen Kamuliana und Herakleia Kybistra nahe Tyana eroberte, oder nach anderer Interpretation der arabischen Quellen Herakleia Pontike und Nikomedia plünderte, wobei einige seiner Truppen sogar Chrysopolis gegenüber von Konstantinopel geplündert haben sollen. Die arabischen Plünderzüge setzten sich über die nächsten Jahre fort, sogar während der Belagerung Konstantinopels 717–718 durch Maslama mit einer riesigen Streitmacht. Nach dem Scheitern dieses zweiten Versuchs gegen die byzantinische Hauptstadt setzten sich die Streifzüge gegen Kleinasien fort, waren aber nunmehr der Plünderung und dem Prestigegewinn eher als Expansion gewidmet. Obwohl die Umayyaden in den Kriegen des 8. Jahrhunderts noch die Kontrolle über Kilikien und Melitene gewinnen konnten sowie byzantinische Festungen wie Tyana zerstörten, konnten sie sich niemals dauerhaft westlich des Taurusgebirges festsetzen, das folglich in den nächsten beiden Jahrhunderten die byzantinisch-arabische Grenze markieren sollte.